# Short track na Zimowych Igrzyskach Azjatyckich 1986
Short track na Zimowych Igrzyskach Azjatyckich 1986 rozegrany został w japońskim mieście Sapporo. Zarówno kobiety, jak i mężczyźni, rywalizowali w czterech konkurencjach.
Short track w programie tych zawodów pojawił się pierwszy raz.

## Klasyfikacja medalowa
| Klasyfikacja medalowa | Klasyfikacja medalowa | Klasyfikacja medalowa | Klasyfikacja medalowa | Klasyfikacja medalowa | Klasyfikacja medalowa |
| Miejsce               | Reprezentacja         | Złoto                 | Srebro                | Brąz                  | Razem                 |
| --------------------- | --------------------- | --------------------- | --------------------- | --------------------- | --------------------- |
| 1                     | Japonia               | 8                     | 6                     | 1                     | 15                    |
| 2                     | Korea Południowa      | 0                     | 2                     | 5                     | 7                     |
| 3                     | Korea Północna        | 0                     | 0                     | 2                     | 2                     |
| Razem                 | Razem                 | 8                     | 8                     | 8                     | 24                    |

## Medaliści
| Konkurencja | 1. miejsce       | 2. miejsce          | 3. miejsce      |
| ----------- | ---------------- | ------------------- | --------------- |
| Mężczyźni   |                  |                     |                 |
| 500 metrów  | Kenichi Sugio    | Toshinobu Kawai     | Kim Chang-hwan  |
| 1000 metrów | Yūichi Akasaka   | Tatsuyoshi Ishihara | Kim Chang-hwan  |
| 1500 metrów | Toshinobu Kawai  | Tatsuyoshi Ishihara | Kim Ki-hoon     |
| 3000 metrów | Yūichi Akasaka   | Tatsuyoshi Ishihara | Na Un-seop      |
| Kobiety     |                  |                     |                 |
| 500 metrów  | Eiko Shishii     | Yumiko Yamada       | Lim Hyon-sook   |
| 1000 metrów | Hiromi Takeuchi  | Yoo Boo-won         | Lee Hyun-jung   |
| 1500 metrów | Mariko Kinoshita | Hiromi Takeuchi     | Yoo Boo-won     |
| 3000 metrów | Eiko Shishii     | Yoo Boo-won         | Hiromi Takeuchi |